# Karol Brezík
Karol Brezík (* 9. dubna 1959) je bývalý slovenský fotbalista, útočník, reprezentant Československa. Za československou reprezentaci odehrál roku 1982 jeden zápas (kvalifikační utkání na mistrovství Evropy 1984 se Švédskem). 27x nastoupil v juniorských reprezentacích (2 góly). V lize odehrál 308 utkání a dal 72 góly. Hrál za Inter Bratislava (1976-1980, 1982-1989) a Duklu Bánská Bystrica (1980-1981 - vojenská služba). 12x startoval v evropských pohárech a dal zde 6 branek. Jeho bratr Dušan Brezík byl také ligovým fotbalistou Interu Bratislava.